# Theodore Antoniou
Theodore Antoniou (græsk: Θεόδωρος Αντωνίου, født 10. februar 1935 i Athen, død 26. december 2018 i Athen) var en græsk komponist, dirigent, violinist, underviser og professor.
Antoniou studerede komposition, violin og stemmetræning på Musikkonservatoriet i Athen og studerede herefter direktion på Musikhøjskolen i München og Musikcentret i Darmstadt.
Han har komponeret en symfoni, orkesterværker, en klaverkoncert, kammermusik, violinkoncert, korværker, instrumentalmusik etc. Antoniou var underviser og professor i komposition på forskellige amerikanske universiteter og konservatorier såsom i Boston og Utah.

## Udvalgte værker
- Symfoni (2002) - for orkester
- "Fejring" (1994) - for orkester
- Klaverkoncert (1998) - for klaver og orkester
- "Skolion" (19869 - for orkester